# Drymonia oinochrophylla
Drymonia oinochrophylla là một loài thực vật có hoa trong họ Tai voi. Loài này được (Donn.Sm.) D.N.Gibson mô tả khoa học đầu tiên năm 1972.